# Bibliothèque de l'Heure Joyeuse
Bibliothèque de l'Heure Joyeuse (česky doslova Knihovna veselé hodiny) je veřejná knihovna, která se specializuje na literaturu pro děti a mládež. Sídlí v ulici Rue des Prêtres-Saint-Séverin č. 6-12 v 5. obvodu. Knihovna je součástí sítě Knihoven města Paříže.

## Historie
Knihovna byla otevřena 12. listopadu 1924 v ulici Rue Boutebrie poblíž Sorbonny mezi Musée de Cluny a kostelem Saint-Sévérin nedaleko dnešního sídla. Stala se tak první veřejnou knihovnou ve Francii vytvořenou speciálně pro mládež. Nápad vzešel od nadace Book Committee on Children's Librairies (Knižní výbor pro dětské knihovny), která vznikla v New Yorku 12. listopadu 1918. Jejím cílem bylo poskytnout Belgii a Francii knihy, které by pomohly dětem z těchto zemí překonat následky právě skončené války.
Zpočátku se akce nesetkala se zájmem u Knihovny města Paříže. Nejprve výbor v roce 1920 otevřel oddělení dětské literatury v knihovně pro dospělé v ulici Rue Fessart v 19. obvodu a později pět dalších podobných knihoven v departementu Aisne.
Knihovnu Heure Joyeuse první rok spravoval přímo výbor a po roce 12. listopadu 1925 ji převzalo město Paříž s fondem 2000 knih darovaných výborem. Využití knihoven bylo zdarma. Knihy byly rozděleny na zábavné (obrázkové knihy, povídky, romány) a populárně naučné knihy. Dívky i chlapci byli obsluhováni ve stejné místnosti, což ve své době vzbudilo určité výhrady. V roce 1969 se knihovna přestěhovala do současných prostor, v té době měla přes 20 000 knih.

## Současnost
Knihovna pořádá mnoho akcí jako jsou výstavy, čtení a semináře. Po Francouzské národní knihovně (Joie par les livres) spravuje druhý největší knižní fond ve Francii týkající se dětské literatury – více než 45 000 knih.